# Fondation Nicolas-Copernic pour l'astronomie polonaise
 (septembre 2023).
Si vous disposez d'ouvrages ou d'articles de référence ou si vous connaissez des sites web de qualité traitant du thème abordé ici, merci de compléter l'article en donnant les références utiles à sa vérifiabilité et en les liant à la section « Notes et références ».
La Fondation Nicolas-Copernic pour l'astronomie polonaise (en polonais : Fundacja Astronomii Polskiej im. Mikołaja Kopernika ; en anglais : Copernicus Foundation for Polish Astronomy) est une fondation scientifique polonaise dont le but est de soutenir l'astronomie polonaise en finançant la recherche, en finançant des bourses, en diffusant le savoir astronomique dans la société et en activant et stimulant la communauté astronomique. 
La Fondation Copernic a son siège à Varsovie, en Pologne. Son premier président a été l'astrophysicien Marcin Kubiak. La Fondation Copernic est l'éditeur d’Acta Astronomica, une revue scientifique à comité de lecture couvrant l'astronomie et l'astrophysique.